# Christophe Gans
Christophe Gans, född 11 mars 1960 i Antibes, Frankrike, är en fransk filmregissör, manusförfattare och filmproducent som specialiserar sig på skräck- och fantasyfilmer.

## Filmografi
- 1994 – Necronomicon
- 1995 – Crying Freeman
- 2001 – Vargarnas pakt
- 2006 – Silent Hill
- 2014 – Skönheten och odjuret
- 2024 – Return to Silent Hill